# Élisabeth Ferrand
Élisabeth Ferrand (1700-París, 3 de septiembre de 1752) fue una salonnière y filósofa francesa.  

## Biografía
Perteneciente a una familia de la nobleza de la comuna de La Champenoise, era hija de Marguerite Delestre / Delaistre y de Paul Ferrand, señor de Boulleaux, cerca de Châlons-en-Champagne, capitán del regimiento de Guyenne. Se casó antes de 1714 con un teniente coronel del mismo regimiento.
Se desplazó a París, instalándose en los bajos del convento de las Hijas de San José, en la calle Saint-Dominique del Faubourg Saint-Germain. Allí vivió hasta su muerte con su amante Antoinette Louise Gabrielle des Gentils du Bessay, viuda de Henri Joseph conde de Vassé, conocida como la condesa de Vassé (1710-1768).
A partir de la década de 1730, las dos mujeres recibieron en su casa a destacados eruditos y filósofos, de los que el matemático y astrónomo francés Alexis-Claude Clairaut fue uno de los representantes más ilustres. En 1733, el matemático suizo Johann II Bernoulli, durante una estancia en París, fue presentado a Ferrand por Clairaut. En su diario de viaje, indicó "esta señora entiende de matemáticas; realizó experimentos de física sobre la atracción con una pipa de vidrio". También acogieron en su casa a los filósofos Claude-Adrien Helvétius, Gabriel Bonnot de Mably, Étienne Bonnot de Condillac, al académico de ciencias René-Antoine Ferchault de Réaumur, al matemático ginebrino Gabriel Cramer y sin duda también a Pierre Louis Maupertuis y a Jean le Rond d'Alembert.
Entre 1749 y 1752, Ferrand y la condesa de Vassé también recibieron al príncipe Carlos Eduardo Estuardo, un pretendiente jacobita fugitivo. Así es cómo el escritor alemán afincado en Francia Grimm informaba de este episodio en su Correspondencia Literaria: 

El desdichado príncipe Eduardo, después de salir de la Bastilla, permaneció escondido durante tres años en París, en casa de madame la Marquesa de Vassé, que vivía entonces con su amiga, la famosa mademoiselle Ferrand, en Saint-Joseph, en el Faubourg Saint-Germain. La princesa de Talmont, de la que siempre estuvo muy enamorado, vivía en la misma casa. Allí disfrutaba todos los días, sin ser visto, de las conversaciones de la sociedad distinguida. Conversaban a menudo sobre él, tanto bien como mal, sin sospechar del testigo oculto ante el que hablaban. La permanencia del príncipe en aquella vivienda, oculto durante tanto tiempo en una casa donde se recibía a la élite de la ciudad y de la corte, parecen algo así como un milagro.

Ferrand estuvo enferma varios años y, el 8 de febrero de 1752, redactó un testamento, dejando como beneficiarios a Condillac, Mably, Clairaut y Madame de Vassé. Murió con 52 años.

## Contribución alTraité des sensationsde Condillac (1754)

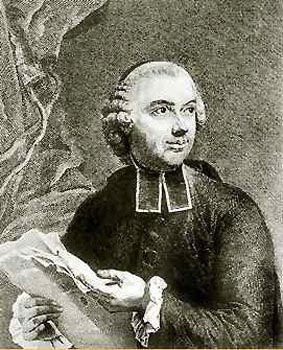
Padre Étienne Bonnot de Condillac (1714-1780), autor del Traité des sensations (1754)

Si el Traite des sensaciones  de Condillac, publicado en 1754, está dedicado a la condesa de Vassé, el autor rinde un largo homenaje a Élisabeth Ferrand en su prólogo y subraya cuánto le debe por su obra:

Indudablemente, hay muchas dificultades que superar para desarrollar todo este sistema; y a menudo he experimentado cómo semejante empresa superaba mis fuerzas. Mademoiselle Ferrand me ilustró sobre los principios, el plan y los más pequeños detalles. Y debo estarle tanto más agradecido por ello, cuanto que su proyecto no era ni instruirme, ni hacer un libro. No se daba cuenta de que se estaba convirtiendo en autora, y no tenía otra intención que hablarme de cosas en las que yo mostraba interés.

El epígrafe del libro "Ut potero, explicabo, nec tamen, ut Pythius Apollo, certa ut sint et fixed, quae dixero: sed, ut homunculus, probabilia conjetura sequens", tomado de Tusculanes de Cicerón, también fue proporcionado por Mademoiselle Ferrand. Grimm, en su Correspondencia Literaria,  especifica el primero de diciembre de 1754:

Este epígrafe fue elegido por la señorita Ferrand, persona de raro mérito, filósofa y geómetra, fallecida hace dos o tres años, y muy añorada por nuestro autor, de quien era íntima amiga, y por todos los que la conocieron. Si hemos de creer a Condillac, Mademoiselle Ferrand tiene una parte muy importante en el Traité des sensations y no sé si esta admisión la honra más a ella o a la persona que la hace.